# Los Rebeldes del Rock
Los Rebeldes del Rock fue un grupo pionero del rock and roll mexicano, fundado como Los Reyes del Rock hacia 1957 en la Ciudad de México por los Hermanos Tena (Américo —guitarra— y Waldo —acompañamiento—), así como por Francisco Domínguez el "abuelo" (piano) y Chema Silva (batería).
En 1959 se incorporarían Johnny Laboriel (vocalista) y Marco Polo Tena (bajo), y, por sugerencia del actor y empresario del teatro "Follies" Jesús Martínez "Palillo", tomarían su actual nombre: Los Rebeldes del Rock.

## Historia
Tuvieron como cantantes, en un principio, a Toño de la Villa (quien decía que el mejor rock cantado, era el que se hacía en inglés) y quien al salirse, deja como cantante del grupo a Sammy Fournier. Al poco tiempo, entra otro joven con un tono de voz exquisito, único, nasal, pero que se adecuaba a su estilo de cantar, y deciden sacar a Sammy Fournier (a quien los Hnos. Tena: Waldo, Américo y Marco Polo, apadrinan cuando Sammy forma su nuevo grupo, Sammy y sus Estrellas) para dejar a entrar a Johnny Laboriel. Con él hacen sus primeras presentaciones en Radio y logran un contrato que les abre la posibilidad de salir a la fama. Graban su primer disco en 1960. Dicho disco contenía lo que se considera el primer rock and roll en español en transmitirse en la radio mexicana: 'La hiedra venenosa'. Cabe señalar que antes, habían sido grabados Los Black Jeans (La batalla de Jericó/La Cucaracha) y Los Locos del Ritmo (su LP 'Rock!' pero estuvieron enlatados por falta de interés de la disquera. Cuando sale el tema de Los Rebeldes del Rock y ver que había audiencia entre los jóvenes, sacan dichos discos, convirtiéndose los tres, en discos con enormes ventas).

## Discografía
Compuesta por 5 LP (Discos Orfeón), de los cuales el más exitoso fue el primer volumen (Vol. 1 en 1960). Los Rebeldes del Rock graban cuatro LP con Johnny Laboriel (Vol. 2 en 1961) antes de que la compañía disquera decida lanzar como solista a Johnny Laboriel, y logran éxito tras éxito con temas (Vol. 3 en 1962) como 'Recuerdas cuando'. 'Bote de bananas', 'Danny boy', su versión a 'La bamba', 'Nena bailamos twist' o 'La hiedra venenosa'. Se adaptan a las tendencias del momento y uno de sus últimos éxitos, ya sin Johnny, y perteneciente al quinto LP fue 'Muévanse todos' con un nuevo cantante de color con una potente voz: Baby Moreno. (Vol. 4 en 1964)  Acompañan también a Angélica María (1966) en un LP (Discos Musart) y al final, deciden separarse y continuar su vida cada uno.

## Éxitos
- Rock del angelito (1960)
- Un tonto como yo (1960)
- La Bamba (1960)

- La hiedra venenosa (1960)
- Siluetas (1960)
- Danny Boy (1960)
- Kansas City (1960)
- ¿Recuerdas cuando? (1960)
- Historia de amor (1961)
- Melodía de amor (1961)
- Brasilia (1961)
- Yakety Yak (1961)
- Cuando florezcan los manzanos (1961)
- Bote de bananas (1961)
- Ya no (1962)
- Corre Sansón, corre (1962)
- Muévanse todos (1964)

Su único Hit Instrumental:
- Por el lado soleado de la calle

## Reediciones de sus éxitos
Por ser un grupo muy exitoso su compañía Discos Orfeón ha reeditado varias de sus grabaciones (todas realizadas con consola estereofónica de 3 canales); algunas de estas recopilaciones son:
- Múltiples recopilaciones estereofónicas en la Línea Dimsa, de Discos Orfeón, durante 1971-1977; todas con 10 temas).

- 15 Éxitos de Los Rebeldes del Rock (Estereofónico). Discos Orfeón, línea Orfeón. Lanzado en 1984 en formatos de LP y casete.

- 30 Éxitos de Los Rebeldes del Rock (Estereofónico). Discos Orfeón, línea Orfeón. Lanzado en 1975 en formato de LP y probablemente en 1984 también en casete doble. Alrededor del año 2000 se reedita en formato de CD con su sonido original, También por parte de Orfeón; dentro de la Línea Joyas Musicales Orfeón (CD doble).

## Épocas recientes
Al final, se separan y reaparecen en la década de los años 70 hasta que fallece Waldo Tena. Américo Tena decide no tocar por la ausencia de su hermano y se incorporan Arturo Labastida "El Papaito" (de El Tri), tocando el sax tenor y Octavio "El Sopas" (de El Haragán y Cía.) tocando el sax alto. Como cantante se incorpora Gastón Garcés, en la batería Carlos "Chichi" y en la guitarra de acompañamiento Germán Morris, reincorporándose Américo y Waldo por 2 años. Realizaron giras con la caravana "Corona" en el teatro ferrocarrilero, reintegrándose Laboriel a la mayoría de esos eventos.
En una de las giras participó como invitado el cantante Polo, quien posteriormente falleció. Después murió Waldo y su hermano Américo se retiró temporalmente, siendo cubiertos por Javier Portillo Rosas, durante un periodo de 3 años. Posteriormente, por otros 3 años se incorpora Antonio Navarro en la guitarra líder (1980-1983) quien compone un tema romántico: "Así". Es grabado por Los Rebeldes del Rock, formados en ese tiempo por: Milo Flores en batería (fallece víctima de un infarto en 2002 al término de un concierto); Óscar Salinas, cantante y segunda guitarra; Valente Hernández bajo y Francisco Domínguez, teclado. Por otro lado, Carlos "El Tigre" Dufoo, reaparece con ellos durante los años 90, hasta su fallecimiento en el 2006. quien nuevamente es cubierto para 2 presentaciones por Javier Portillo Rosas, quedando posteriormente Jorge Torres. Una de sus últimas apariciones con Johnny Laboriel fue en 1999.
Los Rebeldes del Rock aun siguen activos y sus más recientes participaciones han sido en las diversas "Caravana del Rock", junto a Angélica María, Alberto Vázquez, César Costa, Enrique Guzmán, Los Teen Tops, entre otros.
Américo Tena, falleció en la Cd. de México, el 10 de junio de 2008. Nuevamente aparece en escena la intervención de Javier Portillo Rosas en la guitarra principal y hasta diciembre de 2011 de José Luis Verdejo 'Pepetus' (ex guitarrista de Los Rogers) en la guitarra de acompañamiento, quien falleció el 9 de enero de 2012.
Johnny Laboriel falleció el 18 de septiembre de 2013, por complicaciones de cáncer de la próstata.
El 16 de diciembre de 2022 lanzaron un álbum homónimo de 10 canciones "Los Rebeldes del Rock" con colaboraciones: Los Socios del Ritmo, Daniela Spalla, Playa Limbo, Los Rumberos, El Mimoso, W corona, y en junio de 2023 la versión deluxe con Reyli. Producido por Fabián Rincón en España. Lanzado por Universal Music.

Referencias:

El Sol De México (álbum 2022) https://www.elsoldemexico.com.mx/gossip/los-rebeldes-del-rock-siguen-escribiendo-su-historia-9348254.html
- Datos: Q11689586